# Plicosepalus kalachariensis
Plicosepalus kalachariensis là một loài thực vật có hoa trong họ Loranthaceae. Loài này được (Schinz) Danser miêu tả khoa học đầu tiên năm 1933.